# 커넥톰

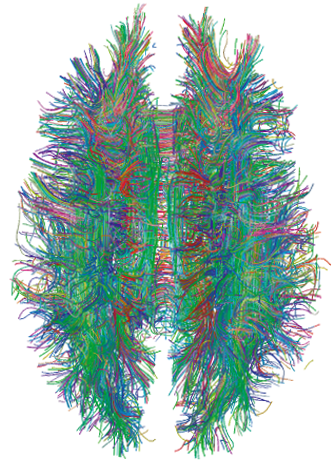
사람 뇌 백색질을 MRI 뇌신경섬유지도(tractography)를 통해 시각적으로 표현한 모습.

커넥톰(Connectome)은 뇌 속에 있는 신경 세포들의 연결을 종합적으로 표현한 뇌 회로도이다. 좀 더 넓은 의미의 커넥톰은 단순히 뇌 안에 있는 신경세포 뿐만 아니라 우리 몸에 넓게 분포된 신경세포들 간의 연결망을 가리킨다.
이러한 커넥톰을 연구하는 학문을 '연결체학'(Connectomics)이라고 하는데 이들이 다루는 주제는 어떤 국한된 신경계 내에서 뉴런과 시냅스간의 자세한 미시적 상호작용에서부터 모든 대뇌 피질과 피질 하부간의 기능적, 구조적 구조들을 기술하고 하는 거시적 상호작용까지 넓게 분포하고 있다. 하지만 연결체학이라는 용어 자체는 주로 뇌 안에서 일어나는 신경 상호작용에 대한 이해와 구조를 밝히는 작업등을 가리키는 데 사용된다.
2006년에 예쁜꼬마선충의 커넥톰을 해독하는데 성공했으며, 쥐 망막의 커넥톰 일부와 시각 피질 일부를 해독해 내는데 성공했다. 최근에는 곤충의 뇌 커넥톰 완성 결과가 보고되었다.  이러한 자료들은 Open Connectome Project에 공개되어 있다. 연결체학의 궁극적인 목표는 사람 뇌의 모든 연결망을 그려내는 것이다. 현재 이러한 연구는 '휴먼 커넥톰 프로젝트'(Human Connectome Project)라는 이름으로 진행되고 있으며 건강한 성인 뇌의 연결구조를 밝혀내는 데 집중하고 있다.

## 같이 보기
- 휴먼 커넥톰 프로젝트
- 상호작용체
- TED

1. ↑  Winding, Michael; Pedigo, Benjamin D.; Barnes, Christopher L.; Patsolic, Heather G.; Park, Youngser; Kazimiers, Tom; Fushiki, Akira; Andrade, Ingrid V.; Khandelwal, Avinash (2023년 3월 10일). “The connectome of an insect brain”. 《Science》 (영어) 379 (6636). doi:10.1126/science.add9330. ISSN 0036-8075. PMC 7614541. PMID 36893230.